# Sick and Tired
Sick and Tired è un brano musicale della cantautrice statunitense Anastacia pubblicato il 19 luglio 2004 come secondo estratto dal terzo album Anastacia. Scritto da Anastacia, Dallas Austin e Glen Ballard.

## Descrizione

### Antefatti
Nel 2003 durante il ricovero per il cancro al seno, Anastacia riceve un supporto planetario, descritto fuori dall'ordinario, da parte di pubblico, celebrità e media. Tuttavia alcuni dei suoi più cari amici di lunga data la abbandonano, tra cui una delle sue amiche più importanti.
Delusa e avvilita dal comportamento di quest'ultima, Anastacia scrive Sick and Tired.
Contrariamente a quanto sostenuto dai critici, il brano non è dedicato ad una relazione amorosa tossica, bensì ad una grande amicizia naufragata.

### Composizione
Scritta nella tonalità di Sol maggiore con un tempo di 100 battiti al minuto, la strumentazione di Sick and Tired presenta chitarre, tastiere, basso e batteria elettronica. La sequenza principale di accordi è DoM–SolM–Rem–Lam.
L'introduzione è affidata alle tastiere che conferiscono al brano una rapida riconoscibilità e successivamente entra la voce dell'artista che ripete il verso "My love is on the line" ("Il mio amore è al limite") a cui decide di affiancare il campionamento della voce del cantante indiano Sohan Lal, dalla libreria dei campioni "Deepest India". La frase, in lingua punjabi, ripetuta nel campionamento ("Dil La Liya Be-parvah dey naal") può essere tradotta in "Ho dato il mio cuore a qualcuno a cui non importa".
La sequenza di accordi si ripete durante tutto il brano, venendo interrotta solamente al minuto 2:34 da un riff di chitarra elettrica e al minuto 2:48 da un'improvvisa pausa della base musicale.

### Temi trattati
Il testo narra la fine di una storica amicizia dell'artista. L'ex amica abbandona Anastacia nel momento del bisogno. Molti gli stati d'animo racchiusi nelle sue parole tra cui una profonda tristezza dovuta alla sensazione di aver perso tempo ed energie coltivando un rapporto rivelatosi fallimentare.
(Sick and Tired)
L'artista descrive la sua amicizia come una situazione instabile ormai da tempo. Priva di attenzioni e supporto da parte dell'amica, sente il bisogno di allontanarsi da quella condizione poiché esausta dal clima creatosi.
Il racconto è un raro testamento che entra a far parte della scarsa narrativa culturale rispetto alla sensazione di lutto che si prova dopo la fine di un'importante relazione amicale. Rivolgendosi ad una società dove viene introiettata l'idea che un amore possa finire ma che le amicizie debbano durare per sempre, sottolinea come una relazione d’amicizia possa occupare la vita esattamente come un partner affettivo e come, senza di essa, ci si possa sentire perduti e spaesati.
(Sick and Tired)
La canzone viene descritta come un crescendo di forza e affermazione personale, risuona con un messaggio potente, un manifesto emotivo per chiunque abbia mai sentito le fatiche dell'amore perdute. Ricco di crude emozioni e di una forte volontà di riappropriarsi dell'autostima, il testo di Sick and Tired traccia un viaggio dal dolore al potere, un tema che tocca una corda non solo negli innamorati, ma in chiunque combatta contro le prove della vita.
Sick and Tired è una dichiarazione di indipendenza. La ripetizione della frase My love is on the line significa un ultimatum non all'amante indifferente, ma a se stessa. È un grido di battaglia per l'amor proprio e un disconoscimento dell'affetto sprecato per qualcuno che non ne è degno. Ora al suo punto di rottura, la cantante si rende conto che il suo investimento emotivo è in bilico. La canzone cattura quel momento cruciale di chiarezza in cui si riconoscono i rendimenti decrescenti del proprio investimento in qualcun altro.

#### Penetrare la facciata di una fiaba[10]
Nella cruda luce della realtà, Anastacia ripulisce la pellicola rosea che un tempo ricopriva la sua visione del mondo. I miei sogni di fiabe e fantasia, oh / Sono stati fatti a pezzi, si lamenta, riconoscendo la dura verità che l'amore non è sempre perfetto come in un libro di fiabe. La sua musica taglia la felicità illusoria di una relazione unilaterale. Una rivelazione immediatamente familiare a chiunque sia stato ipnotizzato dall'iniziale incantesimo dell'amore, solo per risvegliarsi privo della magia che un tempo aveva sentito.

#### L'alchimia emozionale di trasformare il dolore in potere[10]
Ho imparato la verità, il tuo cuore è in un posto in cui non voglio più stare, espone la realizzazione trasformativa quando il dolore si converte in potere. Anastacia usa il suo disincanto come catalizzatore, scegliendo di trovare forza dentro di sé piuttosto che nella convalida di un altro. La sua voce scava nel tumulto emotivo, ma erige anche una roccaforte di conforto e determinazione auto-affidati. Sick and Tired prende il controllo del proprio stato emotivo, preparando il terreno per un'ispirante lotta per passare dall'orlo della tristezza perpetua alla promessa di autorealizzazione.

#### Decifrare il codice: il significato nascosto dietro la melodia[10]
Sotto la melodia innegabilmente orecchiabile, Anastacia codifica un significato più profondo. Serve come tela per le emozioni complesse associate al riprendersi la propria vita dopo che si è intrecciata con quella di un altro. Il ritmo allegro della canzone sfida il messaggio cupo, simboleggiando il trionfo dello spirito sulle tribolazioni del cuore. Floating, floating on air, spiega la ritrovata leggerezza dell'essere una volta che le catene di una relazione tossica sono state sciolte. La melodia travolge gli ascoltatori, invitandoli a risorgere dalle ceneri del proprio dolore, prendendo il volo sulle ali galleggianti dell'amor proprio e della pace interiore.

#### Versi memorabili che echeggiano nel silenzio del conforto[10]
Non si può parlare di Sick and Tired senza mettere in risalto il ritornello memorabile della canzone Sono stanca e stufa di essere sempre stanca e stufa. Anastacia cattura un sentimento universale in una semplice frase, creando una camera di risonanza di empatia per coloro che si sforzano di liberarsi dalla propria stanchezza emotiva.
Queste parole fungono da toccante promemoria del potere catartico della musica. Una canzone può essere una compagna nei momenti di solitudine, un manifesto nei momenti di cambiamento e una celebrazione una volta vinta la battaglia. Sick and Tired sottoscrive questa narrazione, ricordandoci che le sinfonie più dolci spesso nascono dai dolori più profondi.
(Sick and Tired)

## Accoglienza
Sick and Tired prosegue sulla scia del successo del singolo precedente Left Outside Alone.
Dom Passantino, redattore di Stylus Magazine, scrive che come il singolo precedente, Sick and Tired è: "Genuinamente interessante, genuinamente sperimentale e genuinamente buono".
Secondo Caroline Sullivan del The Guardian, l'emozione e la rigidità del tono vocale dell'artista, rendono l'idea del suo stato d'animo mentre canta: "In Sick and Tired afferma «Sono stanca e stufa di essere sempre stanca e stufa». Lo sembra veramente".
L'editore di AllMusic, Matthew Chisling, afferma che "Questa traccia suona molto R&B" mentre il Barry and District News elogia la maturità del testo.
La Sony Music loda la creatività inventiva del brano e la passione vocale che lo caratterizza. Prosegue scrivendo: "Sembra riflettere un'atmosfera di oscura tensione, trasformandola però in una produzione R&B dal passo introspettivo e sempre graffiante, energico.

## Video musicale
Il video è stato girato in California a Los Angeles sotto la regia di Philipp Stölzl.

### Sinossi
Il video mostra Anastacia recitare nei panni di un'attrice (Sara Forest) mentre partecipa al provino di un film per la parte di Holly. Si aggiudica la parte e inizia a girare scene in bianco e nero che la vedono coinvolta in una relazione amorosa con un uomo conosciuto in autobus. Le conversazioni si susseguono sottotitolate mentre il brano fa il suo corso. La storia si svolge nel lasso temporale di un anno.
L'inizio della relazione tra i due è sana e piacevole da vivere, dopo un anno l'atteggiamento dell'uomo nei confronti di Holly diventa aggressivo, la costringe a effusioni amorose a cui la donna non ha intenzione di corrispondere. L'uomo non accetta il rifiuto e le usa violenza, la spinge e la picchia. Dopo questo episodio, Holly, decide di lasciarlo ma l'uomo non si da pace e si apposta fuori l'appartamento della donna scusandosi e pregandola di farlo entrare in casa. Holly urla all'uomo di andarsene, la voce di Sara Forest durante le grida è udibile al pubblico sovrastando la musica. Le riprese del film terminano e il video finisce con un gesto affettuoso da parte dell'attore che bacia Anastacia in fronte, provata dalle scene di violenza appena girate.

## Tracce
Australian CD single
1. "Sick and Tired" (Album Version)
2. "Sick and Tired" (Jason Nevins Funkrock Remix Edit)
3. "Sick and Tired" (Jason Nevins Electrochill Remix)
4. "Twisted Girl"

Australian promo CD single (Jason Nevins Remixes)
1. "Sick and Tired" (Jason Nevins Electrochill Remix Edit)
2. "Sick and Tired" (Jason Nevins Funkrock Remix Edit)

UK CD 1 and European CD single
1. "Sick and Tired" (Album Version)
2. "Sick and Tired" (Jason Nevins Funkrock Remix Edit)

UK CD 2 and European CD maxi single
1. "Sick and Tired" (Album Version)
2. "Twisted Girl"
3. "Sick and Tired" (Jason Nevins Electrochill Remix)
4. "Sick and Tired" (Video)

European promo CD single
1. "Sick and Tired" (Album Version)

German limited 3" CD single (POCK IT!)
1. "Sick and Tired" (Album Version)
2. "Twisted Girl"

Netherlands CD single
1. "Sick and Tired" (Album Version)
2. "Twisted Girl"
3. "Sick and Tired" (Jason Nevins Electrochill Remix)
4. "Sick and Tired" (Jason Nevins Funkrock Remix Edit)
5. "Sick and Tired" (Video)

UK promo 12" single
A1. "Sick and Tired" (Jason Nevins Electrochill Remix)
B1. "Sick and Tired" (Jason Nevins Funkrock Remix)
B2. "Sick and Tired" (Album Version)

## Crediti e musicisti
Studi
- O'Henry Sound Studios, Burbank (California)
- Larrabee East, North Hollywood (California)
- Record One, Los Angeles (California)
- Record Plant, Hollywood (California)

Musicisti
- Anastacia – testo, voce
- Glen Ballard – testo, tastiera, produzione
- Dallas Austin – testo, tastiera, batteria MIDI, produzione
- Tony Reyes – chitarre
- Colin Wolfe – basso
- Ric Wake – produzione parti vocali
- Rick Sheppard – registrazione, MIDI, ingegneria del suono
- Bill Malina – registrazione
- Thomas R. Yezzi – registrazione voci
- Tom Lord-Alge – missaggio
- Femio Hernandez – assistenza al missaggio
- Anthony Kilhoffer – assistenza alla registrazione
- J.D. Andrew – assistenza alla registrazione
- Tom Sweeney – assistenza alla registrazione
- Jeff Burns – assistenza alla registrazione
- Cesar Guevara – assistenza alla registrazione
- Ted Jensen – mastering

## Classifiche

### Classifiche settimanali
| Classifiche (2004-05)       | Posizione massima |
| --------------------------- | ----------------- |
| Australia                   | 8                 |
| Austria                     | 2                 |
| Belgio (Fiandre)            | 10                |
| Belgio (Vallonia)           | 22                |
| Brasile                     | 77                |
| Croazia                     | 8                 |
| Danimarca                   | 4                 |
| Finlandia                   | 8                 |
| Germania                    | 2                 |
| Grecia                      | 3                 |
| Irlanda                     | 9                 |
| Italia                      | 3                 |
| Norvegia                    | 3                 |
| Nuova Zelanda               | 34                |
| Paesi Bassi                 | 4                 |
| Polonia                     | 3                 |
| Portogallo                  | 1                 |
| Regno Unito                 | 4                 |
| Repubblica Ceca             | 2                 |
| Romania                     | 15                |
| Russia                      | 2                 |
| Spagna                      | 3                 |
| Stati Uniti (dance airplay) | 8                 |
| Svezia                      | 10                |
| Svizzera                    | 2                 |
| Ucraina                     | 2                 |
| Ungheria                    | 8                 |

### Classifiche di fine anno
| Classifiche (2004) | Posizione |
| ------------------ | --------- |
| Australia          | 51        |
| Austria            | 14        |
| Belgio (Fiandre)   | 39        |
| Belgio (Vallonia)  | 87        |
| Germania           | 13        |
| Paesi Bassi        | 6         |
| Regno Unito        | 94        |
| Svezia             | 53        |
| Svizzera           | 16        |